# Lavaudieu

Lavaudieu este o comună în departamentul Haute-Loire, Franța. În 2009 avea o populație de 224 de locuitori.